# Aspergillus manginii
Aspergillus manginii är en svampart som beskrevs av Thom & Raper 1945. Aspergillus manginii ingår i släktet Aspergillus och familjen Trichocomaceae.   Inga underarter finns listade i Catalogue of Life.